# Cottonwood (Idaho)
Cottonwood è una città (city) degli Stati Uniti d'America, situata nella contea di Idaho, nello Stato dell'Idaho.